# Aerides multiflora
Aerides multiflora är en orkidéart som beskrevs av William Roxburgh. Aerides multiflora ingår i släktet Aerides och familjen orkidéer. Inga underarter finns listade i Catalogue of Life.

## Bildgalleri

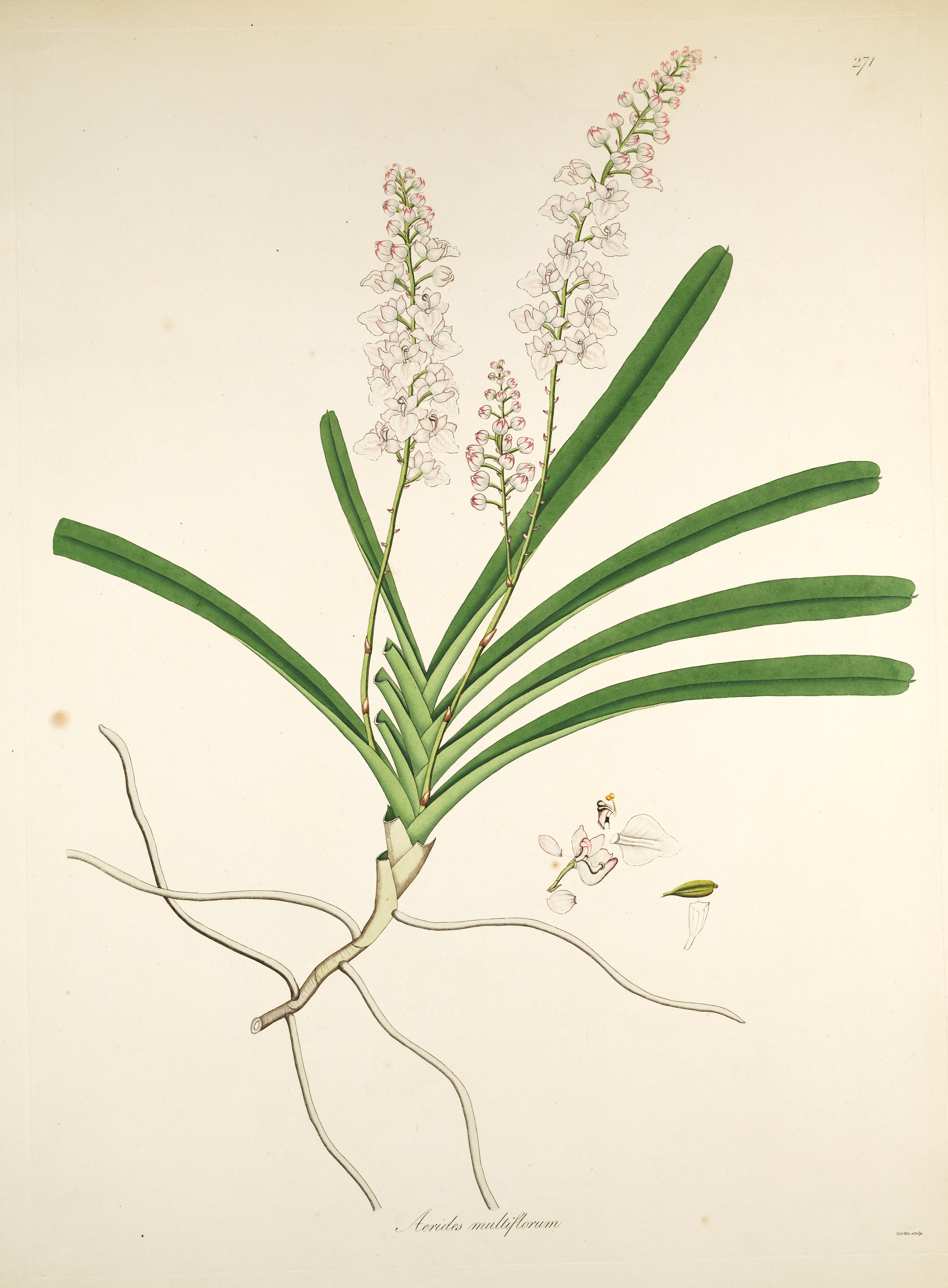
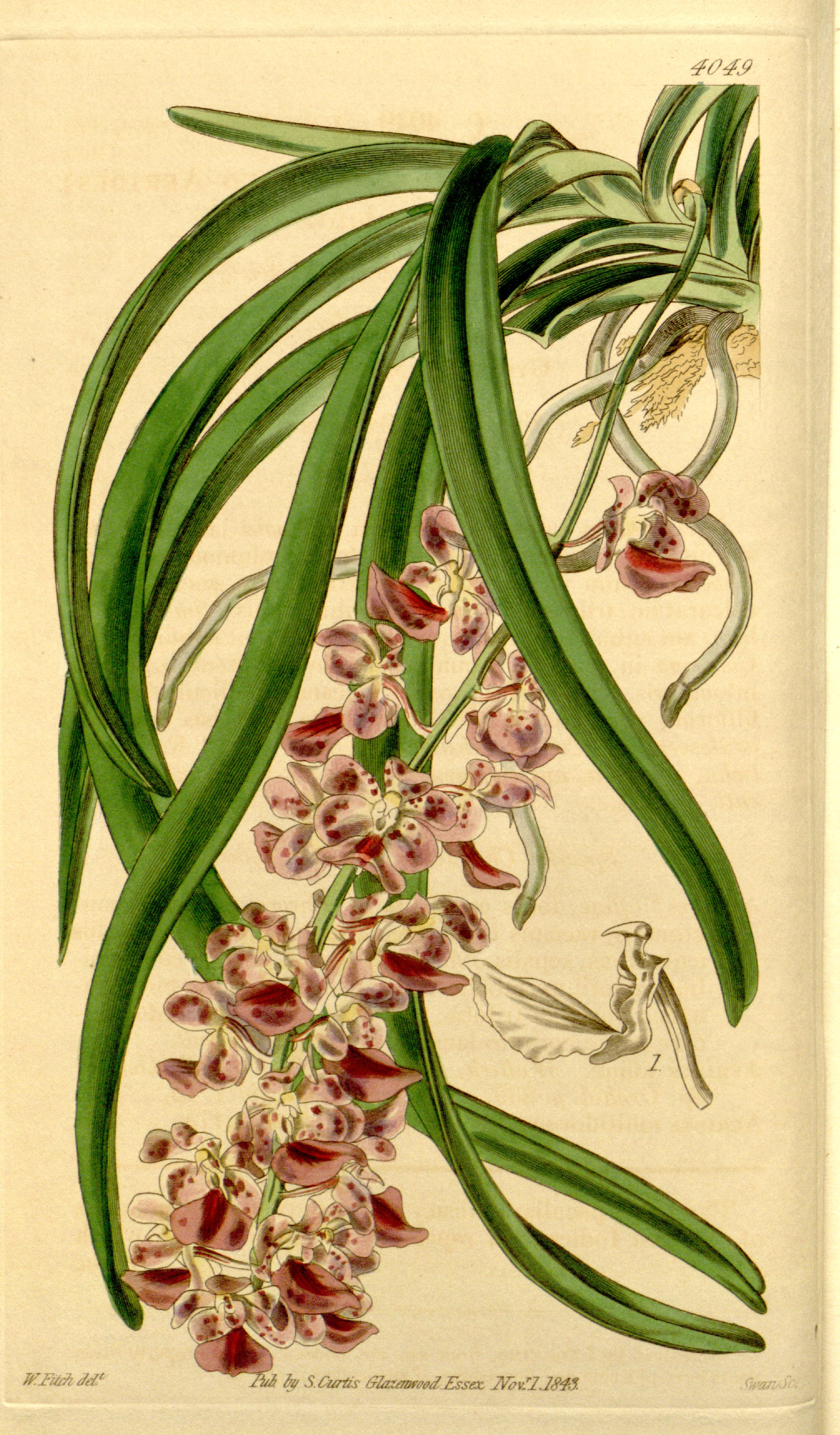
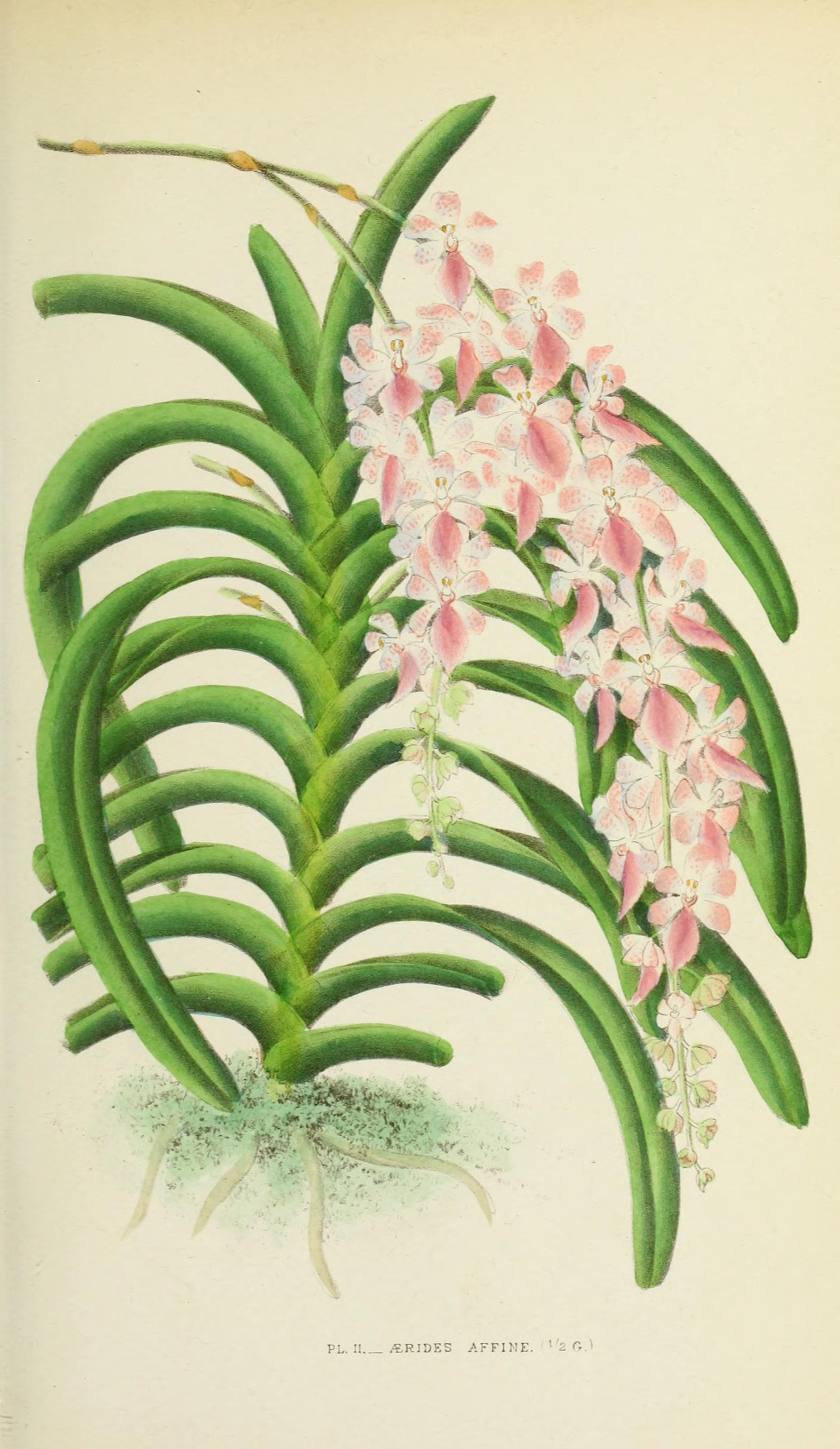
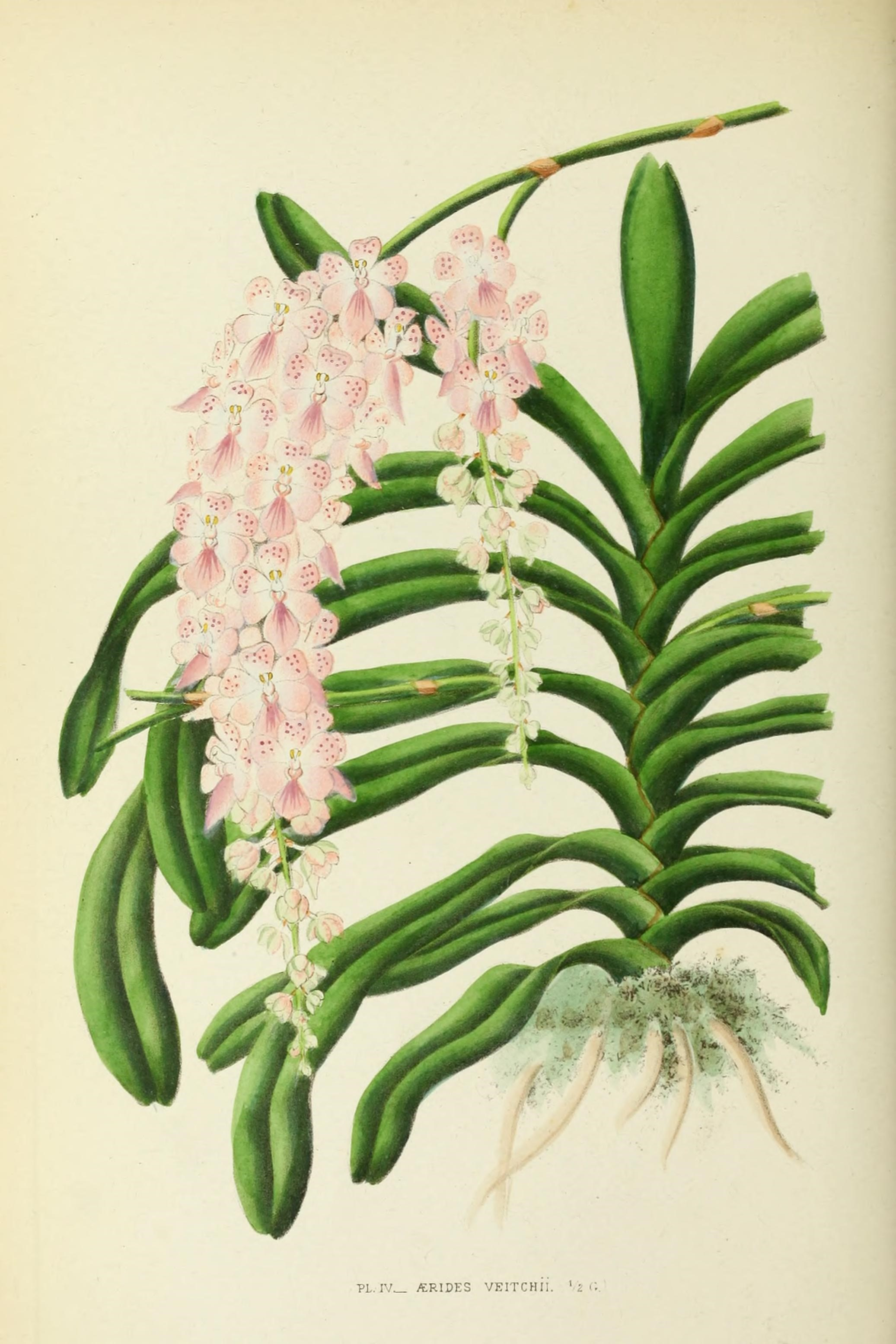